# Estrun
Estrun é uma comuna francesa na região administrativa de Altos da França, no departamento do Norte. Estende-se por uma área de 2.82 km². Em 2010 a comuna tinha 719 habitantes (densidade: 255 hab./km²).